# Autoridad Aeroportuaria de Israel
La Autoridad Aeroportuaria de Israel (en hebreo: רשות שדות התעופה בישראל‎, en árabe: سلطة المطارات في إسرائيل‎) fue fundada en el año 1977 como una empresa pública bajo el mandato de la "Ley de la Autoridad de Aeropuertos Israelíes". La Autoridad Aeroporturaria se resposabiliza de los principales aeropuertos civiles de Israel y de los puestos fronterizos entre Israel y los países vecinos (Egipto, Jordania, y la Autoridad Nacional  Palestina).

## Infraestructuras gestionadas

### Aeropuertos

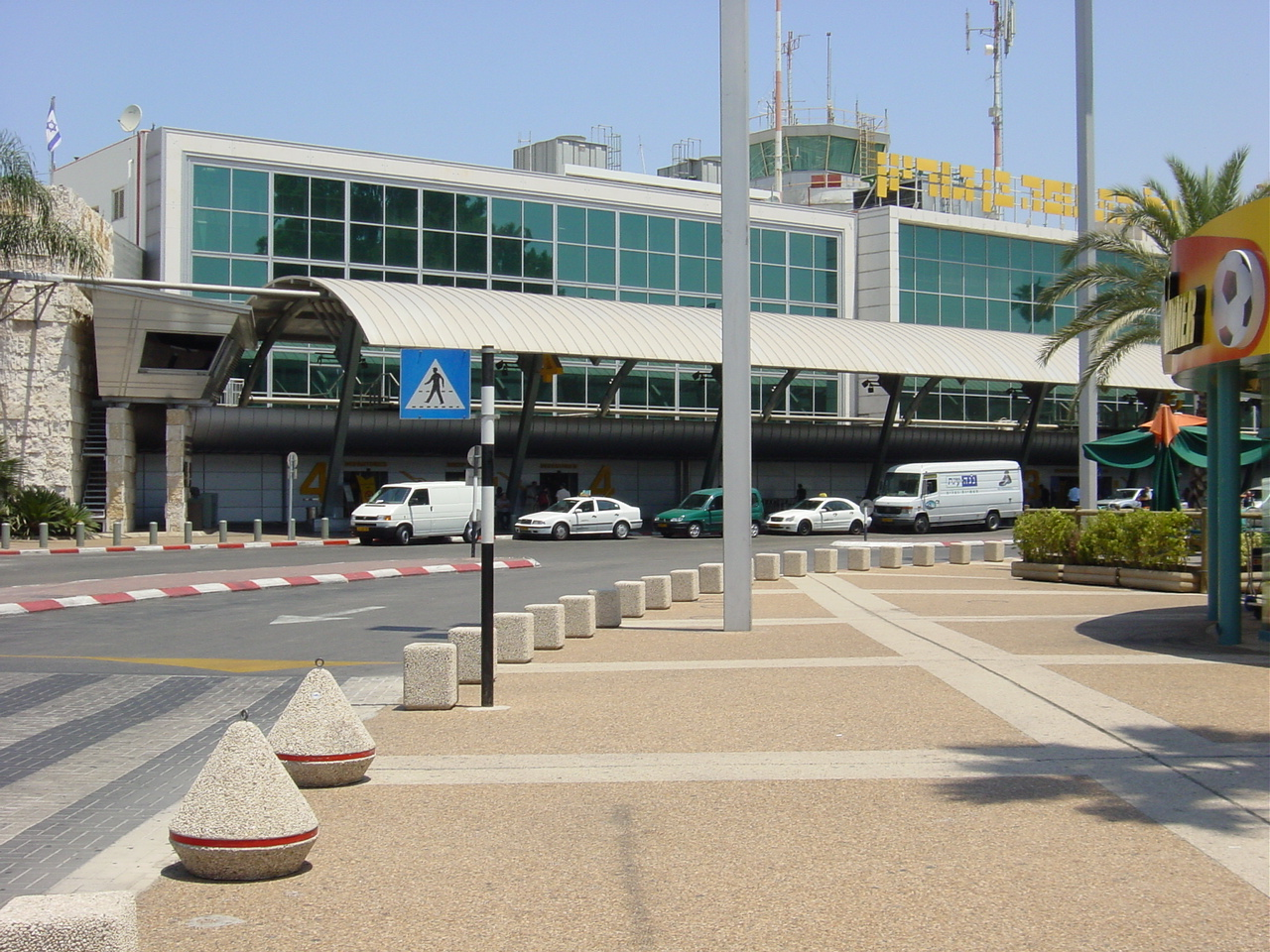
Terminal 1 del Aeropuerto Internacional Ben Gurión.

- Aeropuerto Internacional Ben Gurión
- Aeropuerto de Eilat
- Aeropuerto Internacional de Haifa
- Aeropuerto de Herzliya
- Aeropuerto Internacional de Ovda
- Aeropuerto de Rosh Pina
- Aeropuerto de Sde Dov

### Pasos fronterizos
Egipto
- Paso fronterizo de Nitzana
- Paso fronterizo de Taba

Jordania
- Paso fronterizo de Allenby
- Paso fronterizo del Río Jordan

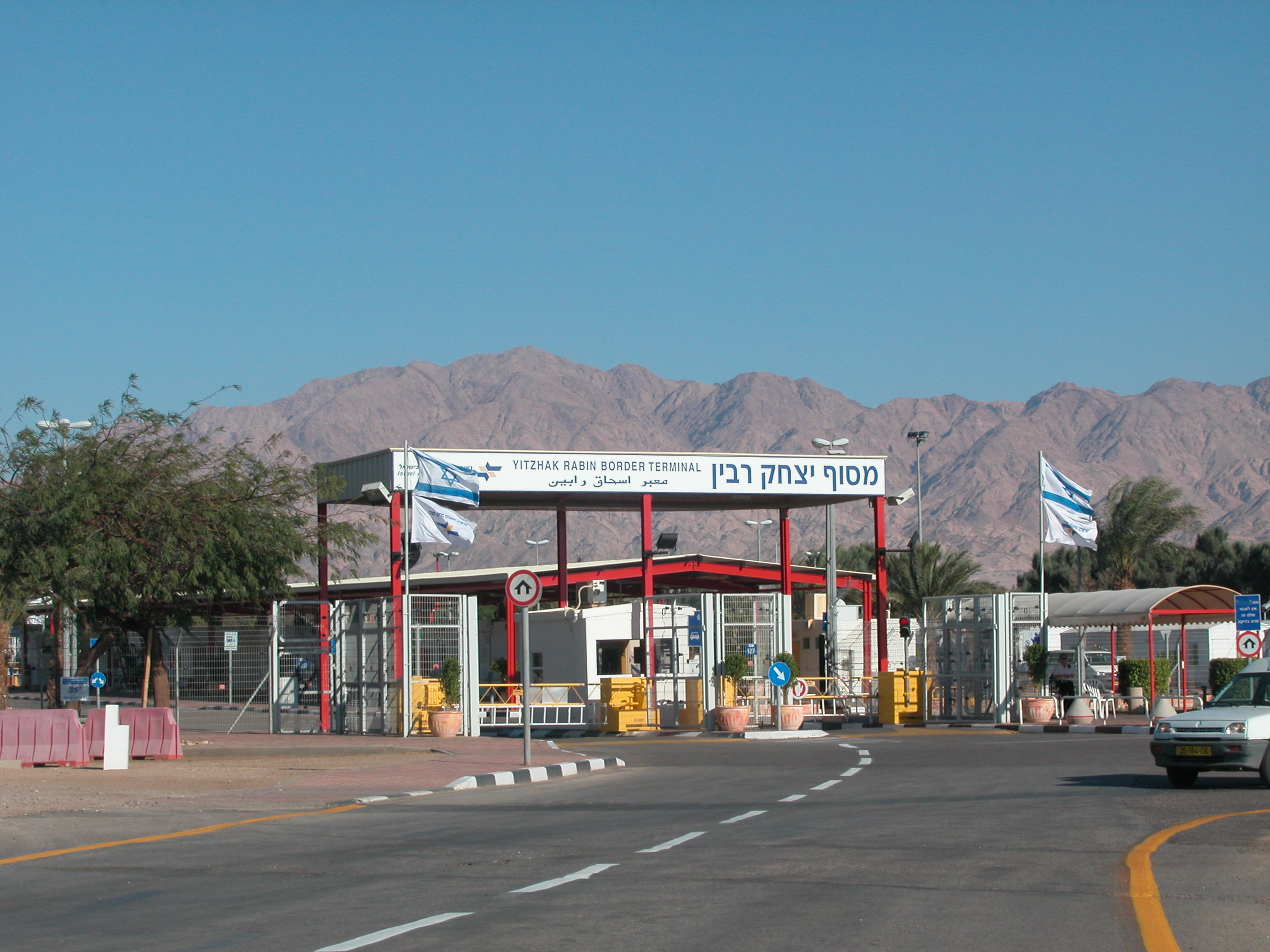
Paso fronterizo gestionado por la IAA.

- Yitzhak Rabin Crossing (alias Wadi Araba Crossing)

Autoridad Palestina
- Paso fronterizo de Karni

### Antiguas infraestructuras
- Aeropuerto de Qiryat Shemona
- Paso fronterizo de Rafah
- Aeropuerto de Gaza